# 나라별 파시즘 운동 목록
이 문서는 파시즘 정당, 정치 운동, 조직에 대해 다룬다.

## 집권 국가

### 파시즘
| 국가         | 관리 지역             | 집권 정파·인물          | 집권 시기 | 집권 시기 |
| ------------ | --------------------- | ----------------------- | --------- | --------- |
| 이탈리아     | 피우메 자유국         | 조반니 주리아티         | 1922년    | 1923년    |
| 이탈리아     | 파시스트 이탈리아     | 국가 파시스트당         | 1922년    | 1943년    |
| 이탈리아     | 이탈리아 사회공화국   | 공화 파시스트당         | 1943년    | 1945년    |
| 중국         | 만주국                | 만주국 협화회           | 1932년    | 1945년    |
| 루마니아     | 루마니아 왕국         | 인민기독당              | 1937년    | 1938년    |
| 루마니아     | 루마니아 국민군단국가 | 철위대                  | 1940년    | 1941년    |
| 루마니아     | 루마니아 왕국         | 이온 안토네스쿠         | 1941년    | 1944년    |
| 유고슬라비아 | 유고슬라비아 왕국     | 유고슬라비아 급진연합   | 1935년    | 1939년    |
| 유고슬라비아 | 이탈리아령 몬테네그로 | 몬테네그로 연방주의자당 | 1941년    | 1943년    |
| 스페인       | 스페인국              | 팔랑헤                  | 1936년    | 1975년    |
| 포르투갈     | 제2공화국             | 국민연합                | 1933년    | 1974년    |
| 그리스       | 그리스 왕국           | 8월 4일 체제            | 1936년    | 1941년    |
| 산마리노     | 산마리노              | 산마리노 파시스트당     | 1923년    | 1943년    |
| 오스트리아   | 오스트리아 연방국     | 조국전선                | 1934년    | 1938년    |
| 슬로바키아   | 슬로바키아 공화국     | 슬로바키아 인민당       | 1939년    | 1945년    |
| 알바니아     | 알바니아 왕국         | 알바니아 파시스트당     | 1939년    | 1943년    |
| 프랑스       | 프랑스국              | 필리프 페탱             | 1940년    | 1944년    |

### 나치즘
| 국가         | 관리 지역         | 집권 정파·인물                                                      | 집권 시기 | 집권 시기 |
| ------------ | ----------------- | ------------------------------------------------------------------- | --------- | --------- |
| 독일         | 나치 독일         | 국가사회주의 독일 노동자당                                          | 1933년    | 1945년    |
| 노르웨이     | 노르웨이 국민정부 | 국민연합                                                            | 1942년    | 1945년    |
| 폴란드       | 총독부            | 국가사회주의 독일 노동자당                                          | 1939년    | 1945년    |
| 폴란드       | 단치히            | 아르투어 그라이서, 알베르트 포르스터                                | 1934년    | 1939년    |
| 그리스       | 그리스국          | 조르지오스 촐라코글루, 콘스탄티노스 로고테토풀로스, 요안니스 랄리스 | 1941년    | 1944년    |
| 모나코       | 모나코            |                                                                     | 1942년    | 1943년    |
| 유고슬라비아 | 크로아티아 독립국 | 우스타샤                                                            | 1941년    | 1945년    |
| 유고슬라비아 | 세르비아 구국정부 | 유고슬라비아 국민운동                                               | 1941년    | 1944년    |
| 유고슬라비아 | 독일령 몬테네그로 |                                                                     | 1943년    | 1944년    |
| 유고슬라비아 | 마케도니아 독립국 | 내부마케도니아혁명기구                                              | 1944년    | 1944년    |
| 알바니아     | 독일령 알바니아   | 발리 콤페타르                                                       | 1943년    | 1944년    |
| 체코         | 뵈멘-메렌 보호령  | 국민합작                                                            | 1939년    | 1945년    |
| 헝가리       | 국민협동정부      | 화살십자당                                                          | 1944년    | 1945년    |

## 핵심 정당 및 단체
- 독일 조국당 →  독일 국가인민당·독일 노동자당 →  국가사회주의 독일 노동자당
- 독일 국가민주당
- 국가 파시스트당 →  공화 파시스트당 → 민주 파시스트당 → (이탈리아 사회운동)
- 동방회 →  대정익찬회

국민생디칼리슴 공세평의회 에스파냐 전통주의자 팔랑헤
- 국민연합
- 즈베노
- 불가리아 국민군단
- 국민기독당
- 철위대
- 유고슬라비아 급진연합
- 우스타샤
- 화살십자당
- 영국 파시스트 연합
- 불의 십자단
- 자유사상가당
- 우크라이나 국민주의자 기구
- 네덜란드 국가사회주의운동
- 렉스당
- 국민연합
- 조국전선
- 국민당
- 미국 은색군단
- 미국 기독당
- 새로운 독일의 친구
- 독일계 미국인 분트
- 미국 나치당
- 알바니아 파시스트당
- 브라질 통일주의자 행동
- 라스타키즈당
- 황금방진
- 만주국 협화회
- 인민당
- 산마리노 파시스트당
- 국민조국당
- 카타이브

## 동맹
- 하르츠부르크 전선 (나치-국가인민-철모단)
- 삼국 동맹 조약 (나치 독일-이탈리아 왕국-일본 제국)
- 방공 협정 (나치 독일)
- 강철 조약 (나치 독일-이탈리아 왕국)
- 대동아공영권
- 로마 의정서 (이탈리아 왕국-조국전선-헝가리 왕국)

## 같이 보기
- 국민주의
- 신국민주의
- 범국민주의
- 파시즘
- 나치즘
- 국수주의
- 대안우파
- 권위주의
- 전체주의
- 군국주의
- 슈트라서주의
- 메탁사스주의
- 우월주의
- 팽창주의
- 반공주의
- 반소련주의
- 네오파시즘
- 네오나치즘